# Jacques Chapel

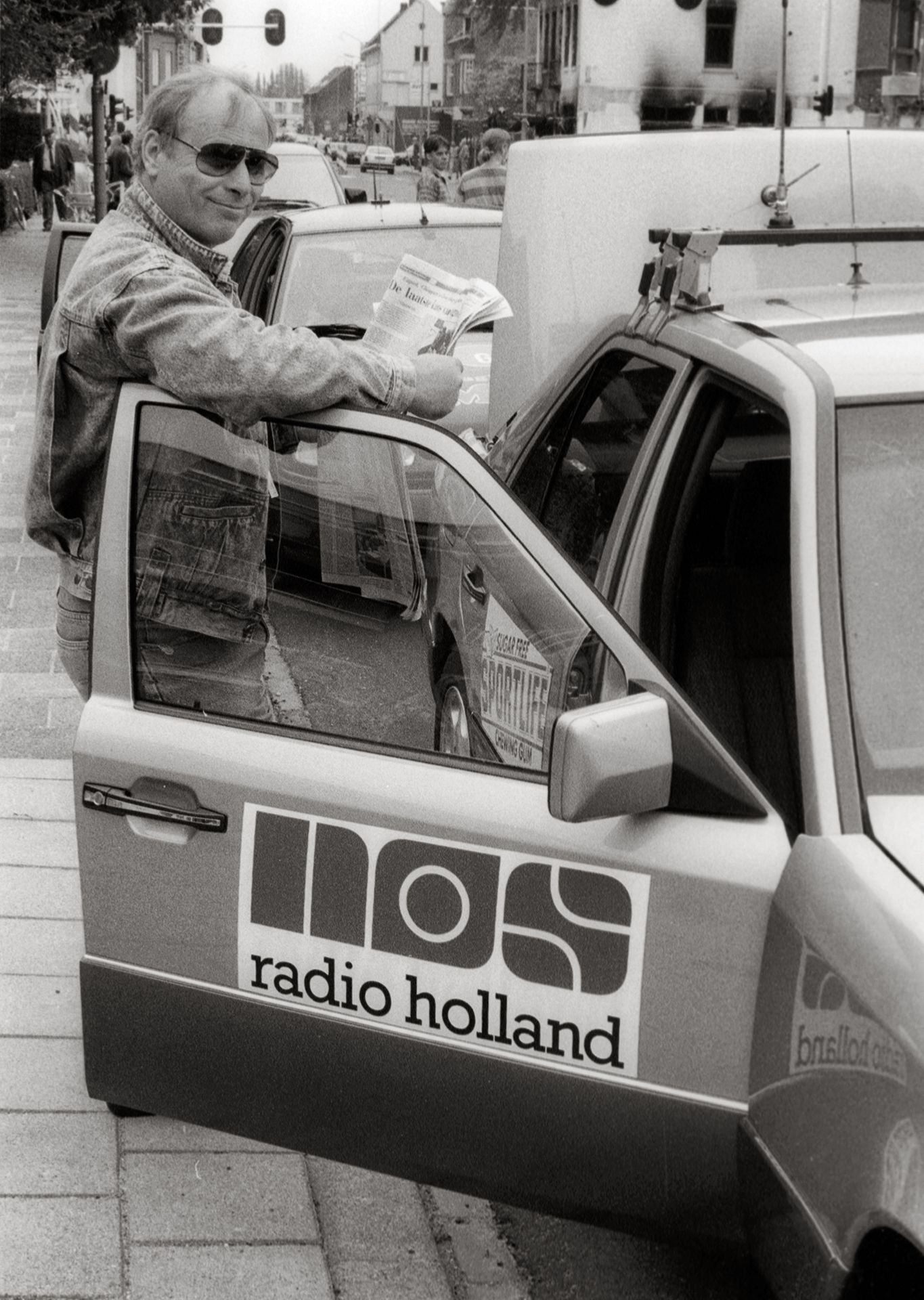
Jacques Chapel

Jacques Chapel (Bergen op Zoom, 10 juni 1946 – Hilversum, 4 juli 2008) was een Nederlands sportverslaggever en voormalig voetballer.
Hij kwam als profvoetballer onder andere uit voor HFC Haarlem in de tijd van Barry Hughes. Chapel begon zijn journalistieke carrière in 1980 als voetbalverslaggever bij de AVRO-televisie. Daarna stapte hij over naar de radio en werd medewerker van Radio Nederland Wereldomroep en NOS Langs de Lijn.
Chapel was jarenlang verslaggever bij het schaatsen en wielrennen. Het schaatsverslag beëindigde hij eind 2006, toen hij werd opgevolgd door Sebastiaan Timmerman. De Ronde van Frankrijk 2008 zou de laatste zijn die hij zou verslaan, maar door zijn ziekte was al bekend dat dat niet zou kunnen doorgaan. De dag voor de start van de 95e editie van de Tour overleed hij op 62-jarige leeftijd.